# Phengodes bipennifera
Phengodes bipennifera là một loài bọ cánh cứng trong họ Phengodidae. Loài này được Gorham miêu tả khoa học năm 1881.